# Al-Dżisr
Al-Dżisr (arab. الجسر) – wieś w Syrii, w muhafazie Al-Hasaka. W 2004 roku liczyła 129 mieszkańców.